# Abigail (album)
Pour les articles homonymes, voir Abigail.
Albums de King Diamond
Fatal Portrait
(1986) Them
(1988)
Singles
1. The Family Ghost
Sortie : 1er juillet 1987

Abigail est le deuxième album studio de King Diamond. L'album a été publié via Roadrunner Records le 21 octobre 1987.

## Historique
L'album a été enregistré de décembre 1986 à février 1987 aux studios Sound Track à Copenhague au Danemark et a été produit par King Diamond lui-même.
Lors d'une interview réalisée par le magazine français Hard Force, King Diamond évoqua les paroles 18 Will Become 9 du titre Arrival :

« Pourquoi le 18 deviendrait-il dont 9 ? N'avez-vous pas remarqué que le chiffre 9 est magique, dans cette histoire ? Miriam a 18 ans, Jonathan 27, nous sommes en 1845, tous des multiples de 9 ! Miriam étant devenue Abigail (incarnée par le 9), le 18 est devenu 9 ! »

— King Diamond

### Résumé de l'intrigue
L'histoire d' Abigail se déroule durant l'été 1845 et parle d'un jeune couple, Miriam Natias et Jonathan La'Fey, qui s'installent dans un vieux manoir dont La'Fey a hérité. Dès leur arrivée, ils sont avertis par sept cavaliers de ne pas bouger dans la maison parce que s'ils le font, « 18 deviendra 9 ».
Ils ne tiennent pas compte de l'avertissement et continuent à se déplacer dans la maison. Au cours de leur première nuit, Jonathan rencontre le comte La'Fey, parent décédé et fantôme de la famille. Le fantôme lui montre un cercueil dans lequel un cadavre d'un enfant mort-né, Abigail, repose. Le fantôme l'informe que Miriam porte l'esprit d'Abigaïl en elle et que l'enfant renaîtra bientôt. Il demande alors à Jonathan d'assassiner son épouse pour empêcher la renaissance. Dans le même temps, l'histoire dévoile ce qui est arrivé au comte et à son épouse. Le 7 juillet 1777, le comte projette sa femme en bas des escaliers, elle meurt la nuque brisée. Sa fille, Abigail, meurt également.

### Personnages
- Black Horsemen[P 1]
- Jonathan La Fey[P 2]
- Miriam Natias[P 3]
- Comte de La'Fey[P 4]
- Comtesse de La'Fey
- Abigail

### Réception
L'album s'est classé à la 68e position aux Pays-Bas, à la 39e en Suède et s'est également classé aux États-Unis atteignant la 123e position.

## Liste des titres
Toutes les paroles sont écrites par King Diamond.
| No | Titre                    | Musique                      | Durée |
| -- | ------------------------ | ---------------------------- | ----- |
| 1. | Funeral                  | King Diamond                 | 1:29  |
| 2. | Arrival                  | King Diamond                 | 5:26  |
| 3. | A Mansion in Darkness    | King Diamond, Andy LaRocque  | 4:33  |
| 4. | The Family Ghost         | King Diamond                 | 4:05  |
| 5. | The 7th Day of July 1777 | King Diamond, Andy LaRocque  | 4:51  |
| 6. | Omens                    | King Diamond                 | 3:56  |
| 7. | The Possession           | King Diamond, Michael Denner | 3:25  |
| 8. | Abigail                  | King Diamond                 | 4:52  |
| 9. | Black Horsemen           | King Diamond                 | 7:39  |

### Réédition: titre bonus
| No  | Titre                             | Musique                      | Durée |
| --- | --------------------------------- | ---------------------------- | ----- |
| 10. | Shrine                            | King Diamond, Andy LaRocque  | 4:23  |
| 11. | A Mansion in Darkness – Rough Mix | King Diamond, Andy LaRocque  | 4:34  |
| 12. | The Family Ghost – Rough Mix      | King Diamond                 | 4:06  |
| 13. | The Possession – Rough Mix        | King Diamond, Michael Denner | 3:26  |

## Composition du groupe
- King Diamond - chants
- Andy LaRocque - guitare
- Michael Denner - guitare, assistant de production
- Timi Hansen - basse
- Mikkey Dee - batterie
- Roberto Falcao - ingénieur du son, claviers

## Charts
| Pays       | Durée du classement | Meilleur classement |
| ---------- | ------------------- | ------------------- |
| États-Unis | 13 semaines         | 123e                |
| Pays-Bas   | 2 semaines          | 68e                 |
| Suède      | 2 semaines          | 39e                 |